# 딴독섬
딴독섬은 대한민국 경상남도 통영시 사량면의 섬이다. 2014년 12월 30일 대한민국의 특정도서로 지정됐다. 낚시포인트로 이용되며, 섬의 정상부에는 곰솔군락이 있다. 섬의 서쪽 100m 정도에는 수우도가 있다. 딴독섬의 노치는 길이 50ｍ에 높이가 20ｍ, 그 깊이가 5ｍ로 대한민국에서 최대 규모이다.

## 특정 도서
딴독섬은 해식애와 노치, 염풍화열 등 자연경관 우수하며, 검은큰따개비, 거북손 등 다양한 해양무척추 서식으로 생태계 자연성이 높아 특정도서로 지정한다.
- 지정번호 : 제210호
- 면적 : 1,373m2
- 주소 : 경남 통영시 사량면 돈지리 산434